# Radula prolifera
Radula prolifera là một loài rêu trong họ Radulaceae. Loài này được S.W. Arnell mô tả khoa học đầu tiên.